# Villa El Tala
Villa El Tala es una localidad argentina ubicada en el Departamento Calamuchita de la Provincia de Córdoba. Se encuentra 1 km al sur del Embalse Arroyo Corto.
Es una pequeña villa turística desde donde se puede disfrutar el embalse del arroyo Corto, el cerro Pelado y el cerro Áspero. El nombre proviene del árbol tala, especie muy común en la zona.

## Población
Cuenta con 4 habitantes (Indec, 2010), lo que representa un incremento del 100% frente a los 2 habitantes (Indec, 2001) del censo anterior. La baja población se debe a que al tratarse una villa turística, sólo incrementa su población en la época del verano.
| Gráfica de evolución demográfica de Villa El Tala entre 1991 y 2010 |
|                                                                     |
| Fuente: Censos nacionales del INDEC                                 |